# Golovatchiidae
Golovatchiidae é uma família de milípedes pertencente à ordem Chordeumatida.
Género:
- Golovatchia Shear, 1992